# Exenatida
L'exenatida és un medicament injectable que s'empra en el tractament de la diabetis mellitus de tipus 2 per a millorar i disminuir els nivells de glucosa en sang. No es recomana la seva utilització en la diabetis mellitus de tipus 1, ja que en ella el medicament d'elecció és la insulina.

## Mecanisme d'acció
És un fàrmac mimètic de la incretina GLP-1, per tant, actua pel mateix mecanisme que les incretines naturals. Aquestes són produïdes a l'intestí i estimulen l'alliberament d'insulina pel pàncrees com a resposta a la ingestió d'aliments.

## Tipus
- Exenatida d'alliberament immediat (Byetta): s'injecta via subcutània, dues vegades per dia
- Exenatida d'alliberament prolongat (Bydureon): s'administra per via subcutània, amb una dosi de 2 mg una vegada per setmana a qualsevol hora del dia, amb aliments o sense. No és substitut d'insulina o un altre tractament antidiabètic per via oral.

## Efectes secundaris
Els efectes secundaris que apareixen més sovint són nàusees, vòmits i diarrea. També hipoglucèmia i,en molt rares ocasionis, episodis aguts de pancreatitis. Una de les seves accions és produir pèrdua de pes, fet majoritàriament beneficiós en aquest tipus de pacients.

## Aplicacions terapèutiques
Aquest fàrmac constitueix una nova alternativa als diferents tractaments que existeixen per a aconseguir el control de la diabetis de tipus 2.
Presenta l'avantatge, sobre altres fàrmacs, de millorar la hiperglucèmia que es produeix després dels menjars (hiperglucèmia postprandial) i de disminuir el pes corporal. No obstant, també presenta inconvenients.
Entre els inconvenients es poden citar:
- la necessitat d'injectar-se dues vegades al dia
- els efectes secundaris, de vegades mal tolerats
- el sostre terapèutic inferior al de la insulina
- la falta d'estudis en els quals es demostri disminució de la mortalitat,
- el perfil de seguretat no totalment conegut per tractar-se d'un medicament amb poca experiència d'ús
- el cost elevat, que s'estima en 1600 euros anuals.

A partir de 2008 la FDA (Food and Drug Administration) ha advertit sobre l'associació d'aquest fàrmac amb l'aparició de pancreatitis hemorràgica i necrosant. Davant d'aquesta complicació greu, juntament amb l'associació amb tumors pancreàtics i tiroidals, s'ha realitzat un estudi comparatiu que confirma una incidència més gran d'aquests esdeveniments amb aquesta medicació. Actualment, la FDA recomana un control estricte de la funció pancreàtica en els pacients tractats amb Exenatida.
La FDA també va aprovar una indicació ampliada per a l'agonista d'Exenatida del receptor de GLP-1 estès, la qual cosa permet el seu ús com una teràpia complementària amb insulina basal en persones amb diabetis tipus 2 descontrolada.